# Casper von Folsach
Casper von Folsach (Gentofte, 30 marzo 1993) è un ex pistard e ciclista su strada danese. Attivo soprattutto su pista, nella specialità dell'inseguimento a squadre ha vinto una medaglia di bronzo olimpica a Rio de Janeiro 2016 e cinque medaglie ai campionati del mondo.

## Palmarès
- 2012

2ª prova Coppa del mondo 2012-2013, Inseguimento a squadre (Glasgow, con Lasse Norman Hansen, Mathias Møller Nielsen e Rasmus Christian Quaade)
- 2013

Grand Prix Poland, Omnium
Campionati danesi, Inseguimento individuale
- 2014

International Track Cycling Event Panevėžys, Omnium
Campionati danesi, Inseguimento individuale
Campionati danesi, Scratch
Campionati danesi, Corsa a punti
- 2016

Campionati europei, Derny
Campionati danesi, Omnium
Campionati danesi, Scratch
Campionati danesi, Corsa a punti
Campionati danesi, Americana (con Frederik Madsen)
- 2017

3ª prova Coppa del mondo 2016-2017, Americana (Cali, con Niklas Larsen)
Campionati danesi, Corsa a punti
2ª prova Coppa del mondo 2017-2018, Americana (Manchester, con Niklas Larsen)
- 2018

1ª prova Coppa del mondo 2018-2019, Inseguimento a squadre (Saint-Quentin-en-Yvelines, con Lasse Norman Hansen, Julius Johansen e Rasmus Pedersen)
2ª prova Coppa del mondo 2018-2019, Inseguimento a squadre (Milton, con Lasse Norman Hansen, Julius Johansen e Rasmus Pedersen)
2ª prova Coppa del mondo 2018-2019, Americana (Milton, con Julius Johansen)
3ª prova Coppa del mondo 2018-2019, Americana (Berlino, con Lasse Norman Hansen)
4ª prova Coppa del mondo 2018-2019, Americana (Londra, con Julius Johansen)

## Piazzamenti

### Competizioni mondiali
- Campionati del mondo su pista

Melbourne 2012 - Inseguimento individuale: 13º
Melbourne 2012 - Inseguimento a squadre: 7º
Minsk 2013 - Inseguimento a squadre: 3º
Cali 2014 - Inseguimento a squadre: 2º
Cali 2014 - Omnium: 8º
St-Quentin-en-Yv. 2015 - Inseg. a squadre: 11º
Londra 2016 - Inseguimento a squadre: 3º
Hong Kong 2017 - Inseguimento a squadre: 10º
Hong Kong 2017 - Americana: 4º
Apeldoorn 2018 - Inseguimento a squadre: 2º
Apeldoorn 2018 - Americana: 6º
Pruszków 2019 - Inseguimento a squadre: 3º
Pruszków 2019 - Americana: 2º
- Campionati del mondo su strada

Copenaghen 2011 - Cronometro Juniores: 6º
Ponferrada 2014 - Cronometro Under-23: 43º
- Giochi olimpici

Londra 2012 - Inseguimento a squadre: 5º
Rio de Janeiro 2016 - Inseguimento a squadre: 3º

### Competizioni europee
- 2 medaglie:
  - 1 argento (Apeldoorn 2011 nell'inseguimento a squadre)
  - 1 bronzo (Glasgow 2018 nell'Omnium)